# Janno Reiljan
Janno Reiljan (ur. 8 października 1951 w gminie Rõuge, zm. 23 stycznia 2018) – estoński polityk, ekonomista i nauczyciel akademicki, parlamentarzysta krajowy, deputowany do Parlamentu Europejskiego V kadencji (2004). Brat Villu Reiljana.

## Życiorys
W 1975 ukończył studia na Uniwersytecie w Tartu, doktoryzował się w 1980 w zakresie filozofii na Moskiewskim Uniwersytecie Państwowym, a w 1991 w zakresie ekonomii na macierzystej uczelni. Od 1975 zawodowo związany z Uniwersytetem w Tartu, od 1991 na stanowisku profesora ekonomii. W latach 1993–1996 był dziekanem, później do 1999 prodziekanem szkoły ekonomii na tym uniwersytecie.
Działał w Estońskim Związku Ludowym. W latach 1993–1996 zasiadał w radzie miejskiej w Tartu. Od 1999 do 2004 był deputowanym do Riigikogu. Od 2003 pełnił funkcję obserwatora w Parlamencie Europejskim, od maja do lipca 2004 sprawował mandat eurodeputowanego V kadencji w ramach delegacji krajowej.